# Nerva (Huelva)
Nerva ist eine spanische Stadt in der Provinz Huelva in der Autonomen Gemeinschaft Andalusien. 2024 hatte die Gemeinde 5.073 Einwohner. Sie befindet sich in der Comarca Cuenca Minera.

## Geografie
Die Gemeinde grenzt an die Gemeinden El Campillo, Campofrío, El Castillo de las Guardas, La Granada de Río-Tinto, El Madroño, Minas de Riotinto, Zufre.

## Geschichte
Die erste urkundliche Erwähnung der Stadt, die früher als „Aldea de Riotinto“ bekannt war, stammt aus dem Jahr 1566. Die Gemeinde Nerva entstand in 1885 als Abspaltung der Gemeinde Zalamea la Real. Diese Tatsache fiel mit der intensiven Aktivität zusammen, die die britische Rio Tinto Company Limited (RTCL) seit 1873 im Bergbaubecken entwickelte. Im Gemeindegebiet war die Mine Peña del Hierro die wichtigste Bergwerk in der Gegend. Infolge des Bergbaubooms kamen zahlreiche Einwanderer aus anderen Teilen Spaniens in der Landstrich. Dies führte zu einem exponentiellen Anstieg der Bevölkerung von Nerva, die von 6.431 Einwohnern im Jahr 1877 auf 16.807 Einwohner im Jahr 1910 stieg.
Im Jahr 1904 wurde ein Zweig der Riotinto-Eisenbahn eingeweiht, der nach Nerva führte, wo ein Bahnhof gebaut wurde.
Ab den 1960er Jahren kam es in der Region zu einem starken Rückgang der Bergbautätigkeit. 1987 wurde von der Unternehmen „Riotinto Minera“ zur Bewahrung des kulturellen, historischen, kulturellen und landschaftlichen Erbes der Cuenca Minera die Stiftung Fundación Rio Tinto gegründet, die für die Öffentlichkeit den Parque Minero de Riotinto unterhält.

## Persönlichkeiten
- Rafael Ramos (1911–1985), französisch-spanischer Radrennfahrer